# Крістофер Беркетт
Крістофер Беркетт (нар. 1951) — американський фотограф-пейзажист, відомий широкоформатними фотографіями лісів. 

## Фотографія
Беркетт створює гравюри з 1980 року. Його роботи включають дуже великі кольорові відбитки Cibachrome (40x50) з прозорої плівки 8x10. За словами Джима Аліндера, «найкращі фотографії Крістофера Беркетта мають майже містичне відчуття зв’язку з нами, таке, яке неможливо повністю передати словами чи репродукціями. 
Беркетт також є колишнім братом у православному релігійному ордені, який, як пише Вінсент Россі, «перетворив фотографічну техніку на духовну справу». 
15 квітня, 2018 року національна мережа PBS показала фрагмент про Беркетта на NewsHour Weekend. Програма похвально оцінила його фотографії. 
Три його фотографії знаходяться в колекції Портлендського художнього музею , а ще одна в колекції Бірмінгемського художнього музею . 

## Відгуки та нагороди
Книги та експонати Беркетта були рецензовані в Bloomsbury Review, San Diego Union-Tribune, The Washington Post і Book Reader ; інтерв'ю з Беркеттом було опубліковано в журналі View Camera .  Статті про Беркетта також з'явилися в Camera Arts, Hasselblad Forum і Popular Photography .  Північноамериканська біржа книготорговців визнала книгу Беркетта «Підказки про рай» найкращою книгою року для мистецтва та фотографії в 1999 році , а в 2004 році він був одним із дванадцяти фотографів, удостоєних нагороди Hasselblad Masters за свою фотографію від виробника камер Hasselblad . 

## Життя
Беркетт, народжений у 1951 році та вихований на північному заході узбережжя Тихого океану, зараз проживає в Орегоні. На початку 1970-х він приєднався до християнської релігійної громади, а в 1975 році захопився фотографією як засобом духовного самовираження. У 1979 році він вирішив залишити спільноту та одружився з Рут.
Відтоді він і його дружина православні. Беркетт відвідує церкву Благовіщення в Мілуокі, яка належить Православній церкві Америки (ПЦА).  

## Зовнішні посилання
- Веб-сайт Burkett